# Clan Makino

Mon du clan Makino.

Le clan Makino (牧野氏, Makino-shi) est une branche de daimyōs du clan Minamoto de samouraïs de la période Edo du Japon.
Durant la période Edo, les Makino font partie des clans fudai daimyo (ceux de l'intérieur), clans qui sont vassaux héréditaires ou alliés du clan Tokugawa, par opposition aux clans tozama daimyo (ceux de l'extérieur).

## Branches du clan Makino
Le clan fudai Makino est originaire de la province de Mikawa au XVIe siècle. Leur élévation de statut par Toyotomi Hideyoshi date de 1588. Ils prétendent descendre de Takenouchi no Sukune, un homme d'État réputé et amant de la légendaire impératrice Jingū.
- a. La branche ainée est établie au domaine de Tako dans la province de Kōzuke en 1590 et en 1616, ses possessions sont transférées au domaine de Nagamine dans la province d'Echigo. De 1618 jusqu'en 1868, cette branche des Makino demeure au domaine de Nagaoka (74 000 koku) dans la province d'Echigo. Le chef de cette lignée du clan est anobli vicomte au début de l'ère Meiji par le système nobiliaire du kazoku[2].

- b. Une branche cadette du clan Makino est créée en 1633[1]. Les Makino sont installés au domaine de Sekiyado dans la province de Shimōsa  en 1644. De 1668 jusqu'à la restauration de Meiji, ses descendants ont des possessions au domaine de Tanabe (35 000 koku) dans la province de Tango[1]. Les descendants vivent de 1634 jusqu'en 1868 au domaine de Mineyama (11 000 koku) dans la province d'Echigo. Le chef de cette lignée du clan est fait vicomte au début de l'ère Meiji[2].

- c. Une autre branche cadette est créée en 1634[1]. Ils sont établis au domaine de Yoita dans la province d'Echigo en 1634 puis en 1702, cette branche est transférée au domaine de Komoro (15 000 koku) dans la province de Shinano. Le chef de cette lignée du clan est anobli comme vicomte après l'abolition du système han de juillet 1871[2].

- d. Une dernière branche cadette du clan est créée en 1680[1]. Cette lignée Makino réside successivement au domaine de Sekiyado dans la province de Shimōsa en 1683, au domaine de Yoshida dans la province de Mikawa en 1705, au domaine de Nabeoka dans la province de Hyūga en 1712 et, de 1747 jusqu'en 1868, au domaine de Kasama (80 000 koku) dans la province de Hitachi. Le chef de cette lignée du clan est anobli en tant que vicomte durant l'ère Meiji[2].

## Membres importants du clan
- Makino Yasunari, 1555-1609[5] (Ieyasu lui donna la particule « Yasu » de son nom).
- Makino Chikashige, 1654-1668 : 3e Kyoto shoshidai[6].
- Makino Hideshige, 1724-1734 : 17e Kyoto shoshidai[6].
- Makino Sadamichi, 1742-1749 : 19e Kyoto shoshidai[6].
- Makino Sadanaga, 1781-1784 : 28e Kyoto shoshidai[6].
- Makino Tadakiyo, 1798-1801 : 32e Kyoto shoshidai[6].
- Makino Tadamasa, 1840-1843 : 48e Kyoto shoshidai[6].
- Makino Tadayuki, 1862-1863 : 55e Kyoto shoshidai[6].
- Makino Nobuaki : fait baron en 1907[7] ; fait vicomte en 1918[8].
- Makino Kazushige : Chambre des pairs du Japon[9].
- Makino Tadaatsu, 1870-1935 : Chambre des pairs du Japon[9].